# SS Stettin
SS Stettin (tłum. pol.: SS Szczecin) – lodołamacz parowy (obec. statek muzeum), był budowany od 31 sierpnia 1932 do 16 listopada 1933 (chrzest 7 września 1933) w stoczni Stettiner Oderwerke (obecnie teren Stoczni Szczecińskiej). Był też statkiem flagowym floty lodołamaczy Szczecińskiej Izby Przemysłowo-Handlowej, w skład której wchodziły także statki: Preußen, Pommern, Berlin i Swinemünde.

## Historia i rejsy
Stettin był eksploatowany na torze wodnym ze Szczecina do Świnoujścia oraz na Zatoce Pomorskiej przy wejściu do portu w Świnoujściu. Od  1940 roku skierowany został do służby w marynarce wojennej, wycofany z niej po trafieniu na minę w 1942. Pod koniec II wojny światowej przewoził żołnierzy niemieckich i uchodźców ze wschodu. W 1945 r. przejęty przez aliantów. W latach 1945–81 w służbie Urzędu Żeglugi w Hamburgu. Pracował m.in. na Łabie, w Kanale i Zatoce Kilońskiej oraz w hamburskim porcie.
Ze służby został wycofany w 1981, a przed złomowaniem uratowała go grupa pasjonatów, która w tym celu założyła stowarzyszenie i doprowadziła do uznania go za pomnik kultury landu Szlezwik-Holsztyn. Portem macierzystym statku jest obecnie Hamburg (dawniej była Lubeka), a na stałe cumuje w Oevelgönne, porcie-muzeum w Hamburgu. Stettin uczestniczy w wielu imprezach, gdzie jest atrakcją (m.in. Hansesail Rostock, Kieler Woche i in.). Po wojnie trzykrotnie odwiedził polski Szczecin: w latach 1998, 2006 i 2013.

## Inne
Stettin był drugim lodołamaczem o tej nazwie, poprzedni został zbudowany w stoczni Vulcan w 1888 r. i przemianowany w 1933 na Swinemünde. W 1945 r. w wyniku działań wojennych został zatopiny na Zalewie Szczecińskim przez Armię Czerwoną.
Około 25 jednostek pływających różnego typu nosiło nazwę Stettin (m.in. krążownik niemieckiej Kaiserliche Marine SMS Stettin).

## Zdjęcia

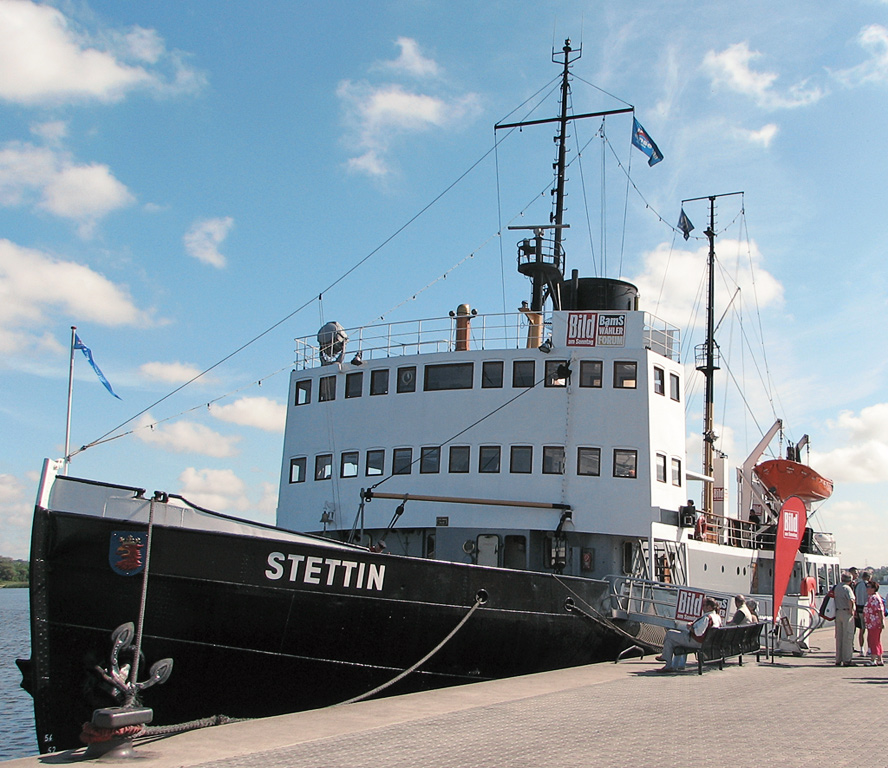
w porcie w Rostocku
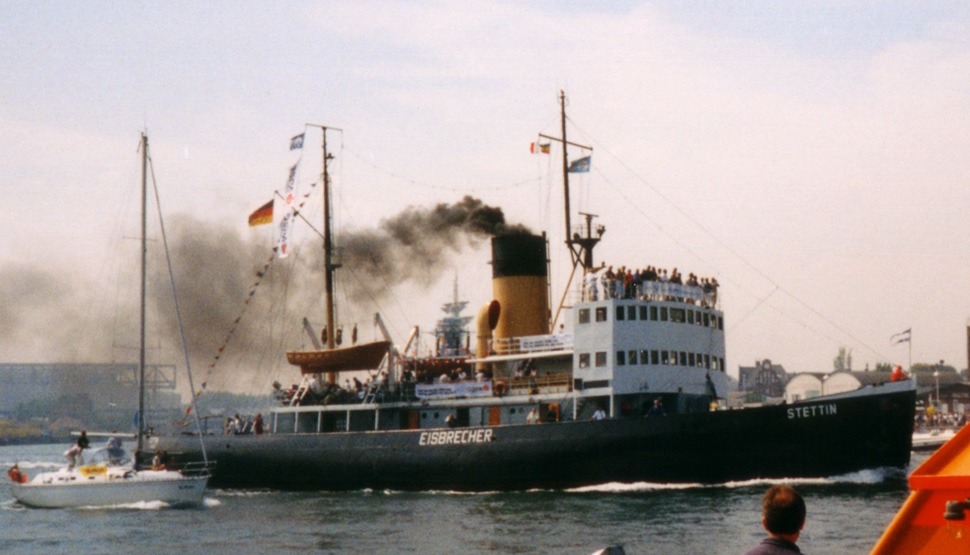
w Warnemünde (dzielnicy Rostocku)
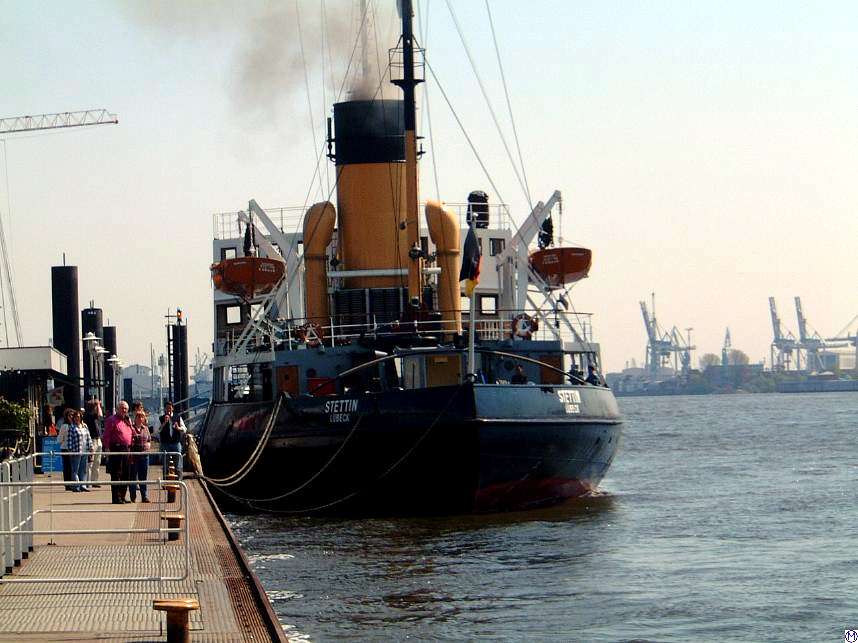
w hamburskim muzeum Oevelgönne